# کالین آیر
کالین آیر (انگلیسی: Colin Ayre؛ زادهٔ ۱۴ مارس ۱۹۵۶) بازیکن فوتبال اهل بریتانیا است.
از باشگاه‌هایی که در آن بازی کرده‌است می‌توان به باشگاه فوتبال نیوکاسل یونایتد، باشگاه فوتبال تورکی یونایتد، و باشگاه فوتبال اشینگتون اشاره کرد.